# Roy Roberts
Roy Roberts (* 19. März 1906 in Dade City, Florida als Roy Barnes Jones; † 28. Mai 1975 in Los Angeles, Kalifornien) war ein US-amerikanischer Schauspieler.

## Leben und Karriere
Roy Roberts wurde als jüngstes von sechs Kindern in einem Dorf nahe Tampa geboren. Ab Anfang der 1930er-Jahre war er am Broadway in insgesamt 15 Produktionen zu sehen, ehe er sich ab 1943 dem Hollywood-Film zuwandte. Er spielte als Nebendarsteller häufig Autoritätsfiguren wie Generäle, Politiker, Sheriffs und Richter. Viele seiner Figuren waren unsympathischer Natur, etwa sein antisemitischer Hotelmanager im oscarprämierten Drama Tabu der Gerechten mit Gregory Peck oder ein Erpresser in Max Ophüls’ Thriller Schweigegeld für Liebesbriefe. Er spielte in vielen Western, beispielsweise Faustrecht der Prärie von John Ford, und trat in vielen Film noirs wie Die Macht des Bösen und Schritte in der Nacht auf. Im Horrorfilm Das Kabinett des Professor Bondi spielte er 1953 den verschlagenen Geschäftspartner von Vincent Price, der zu dessen erstem Opfer wird.
Im Fernsehen wurde er durch seine Rolle als Captain Simon P. Huxley in der Sitcom The Gale Storm Show mit Gale Storm bekannt, zwischen 1956 und 1960 trat er in 89 Folgen der Serie auf. Er übernahm Gastrollen und wiederkehrende Rollen in zahlreichen weiteren Serien: Bei der Westernreihe Rauchende Colts trat er wiederholt als örtlicher Bankier Harry Bodkin auf, bei Verliebt in eine Hexe spielte er den Schwiegervater von Elizabeth Montgomerys Hauptfigur der Hexe. Roy Roberts trat in sein Todesjahr in insgesamt rund 200 Filmen und Fernsehserien auf. Eine seiner letzten Rollen hatte er 1974 als Bürgermeister im Neo-Noir-Filmklassiker Chinatown unter Regie von Roman Polanski.
Roy Roberts starb im Mai 1975 im Alter von 69 Jahren an einem Herzinfarkt. Er war von 1947 bis zu seinem Tod mit der Schauspielerin Lillian Moore (1916–2001) verheiratet.

## Filmografie (Auswahl)

### Kino
- 1936: Gold Bricks (Kurzfilm)
- 1943: Guadalkanal – die Hölle im Pazifik (Guadalcanal Diary)
- 1944: Wilson
- 1944: Fünf Helden (The Sullivans)
- 1946: Faustrecht der Prärie (My Darling Clementine)
- 1946: Smoky, König der Prärie (Smoky)
- 1947: Eine Welt zu Füßen (The Foxes of Harrow)
- 1947: Der Hauptmann von Kastilien (Captain from Castile)
- 1947: Tabu der Gerechten (Gentleman’s Agreement)
- 1947: Der Scharlatan (Nightmare Alley)
- 1947: Daisy Kenyon
- 1948: Die Macht des Bösen (Force of Evil)
- 1948: Schritte in der Nacht (He Walked By Night)
- 1948: Johanna von Orleans (Joan of Arc)
- 1948: Eine Frau zuviel (No Minor Vices)
- 1948: Rache ohne Gnade (Fury at Furnace Creek)
- 1949: Schweigegeld für Liebesbriefe (The Reckless Moment)
- 1949: Rebellen der Steppe (Calamity Jane and Sam Bass)
- 1949: Todesfalle von Chikago (Chicago Deadline)
- 1950: Des Teufels Pilot (Chain Lightning)
- 1950: Sierra
- 1950: Gefährliche Mission (Wyoming Mail)
- 1951: Ich war FBI Mann M.C. (I Was a Communist for the F.B.I.)
- 1951: Spione, Liebe und die Feuerwehr (My Favorite Spy)
- 1951: Der Tiger (The Enforcer)
- 1951: Unsichtbare Gegner (Santa Fe)
- 1951: Der Mann in Schwarz (The Man with a Cloak)
- 1952: Zwei räumen auf (Cripple Creek)
- 1952: Liebe, Pauken und Trompeten (Stars and Stripes Forever)
- 1952: Für eine Handvoll Geld (The Big Trees)
- 1952: Flucht vor dem Tode (The Cimarron Kid)
- 1952: Mädels ahoi (Skirts Ahoy!)
- 1952: Mördersyndikat San Francisco (Hoodlum Empire)
- 1953: Das Kabinett des Professor Bondi (House of Wax)
- 1953: Der Cowboy von San Antone (San Antone)
- 1953: Auf verlorenem Posten (The Lone Hand)
- 1953: Mörder ohne Maske (Second Chance)
- 1955: Die Barrikaden von San Antone (The Last Command)
- 1956: Heißer Süden (The King and Four Queens)
- 1956: Das Geheimnis der fünf Gräber (Backlash)
- 1962: Kid Galahad – Harte Fäuste, heiße Liebe (Kid Galahad)
- 1962: Der Chapman-Report (The Chapman Report)
- 1963: Eine total, total verrückte Welt (It’s a Mad, Mad, Mad, Mad World)
- 1965: Schweden – Nur der Liebe wegen (I'll Take Sweden)
- 1967: Das Hotel (Hotel)
- 1971: Die Millionen-Dollar-Ente (The Million Dollar Duck)
- 1973: Revolte in der Unterwelt (The Outfit)
- 1974: Chinatown
- 1975: Der Retorten-Goliath (The Strongest Man in the World)

### Fernsehen
- 1952: Suspense (1 Folge)
- 1956–1960: The Gale Storm Show: Oh! Susanna (89 Folgen)
- 1961–1965: Perry Mason (4 Folgen)
- 1961–1974: Rauchende Colts (Gunsmoke; 21 Folgen)
- 1962–1967: Bonanza (3 Folgen)
- 1963: Twilight Zone (1 Folge)
- 1963/1965: Tausend Meilen Staub (Rawhide; 2 Folgen)
- 1963–1965: McHale’s Navy (21 Folgen)
- 1963–1967: The Beverly Hillbillies (6 Folgen)
- 1963–1970: Petticoat Junction (11 Folgen)
- 1965: The Addams Family (1 Folge)
- 1965/1970: Meine drei Söhne (My Three Sons; 2 Folgen)
- 1966–1968: Hoppla Lucy! (The Lucy Show; 15 Folgen)
- 1967–1970: Verliebt in eine Hexe (Bewitched; 7 Folgen)